# 緑消防署 (さいたま市)

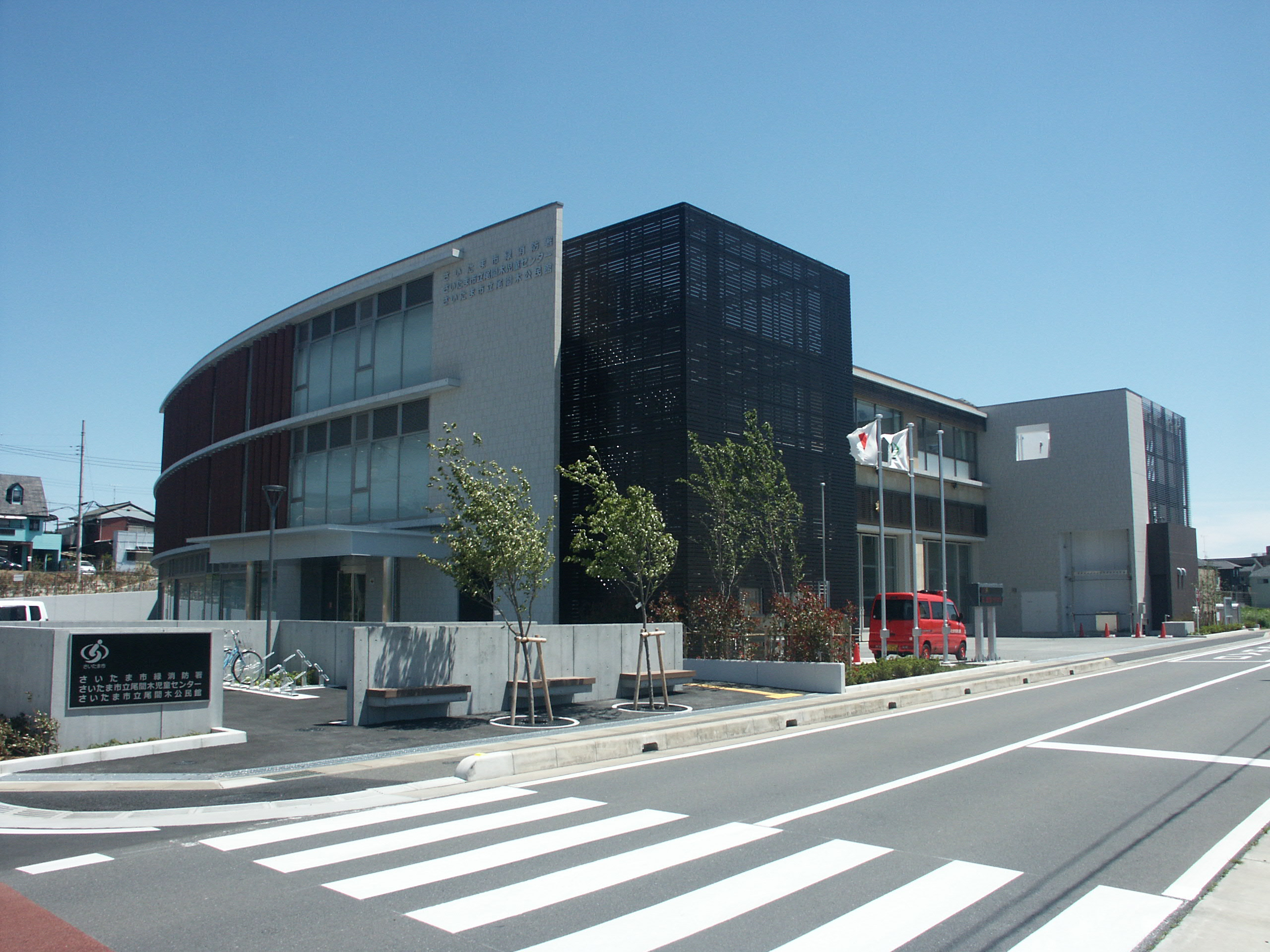
庁舎

緑消防署（みどりしょうぼうしょ）は、埼玉県さいたま市緑区にある、さいたま市消防局が管轄する消防署である。
本署は緑区大字大間木に位置し、美園出張所がある。本署は公民館との複合施設として2016年（平成28年）3月16日に移転した。

## 沿革
- 1948年（昭和23年）4月 - 浦和市消防本部が設置される。
- 1974年（昭和49年）6月 - 東出張所を設置する。
- 1976年（昭和51年）1月 - 東消防署に改称し、中央消防署・東消防署・西消防署の3署体制となる。
- 2001年（平成13年） - さいたま市発足に伴い、浦和市消防本部はさいたま市消防本部に統合される。それに伴い浦和東消防署に改称。
- 2003年（平成15年）4月1日 - さいたま市が政令指定都市に移行したことにより、さいたま市消防本部がさいたま市消防局に改称。緑区の拠点消防署として緑消防署に改称。
- 2016年（平成28年）3月16日 - 緑区大字中尾973番地2から緑区大字大間木472番地に移転[1]。

## 本署・出張所所在地
- 緑消防署 - 緑区大字大間木472番地

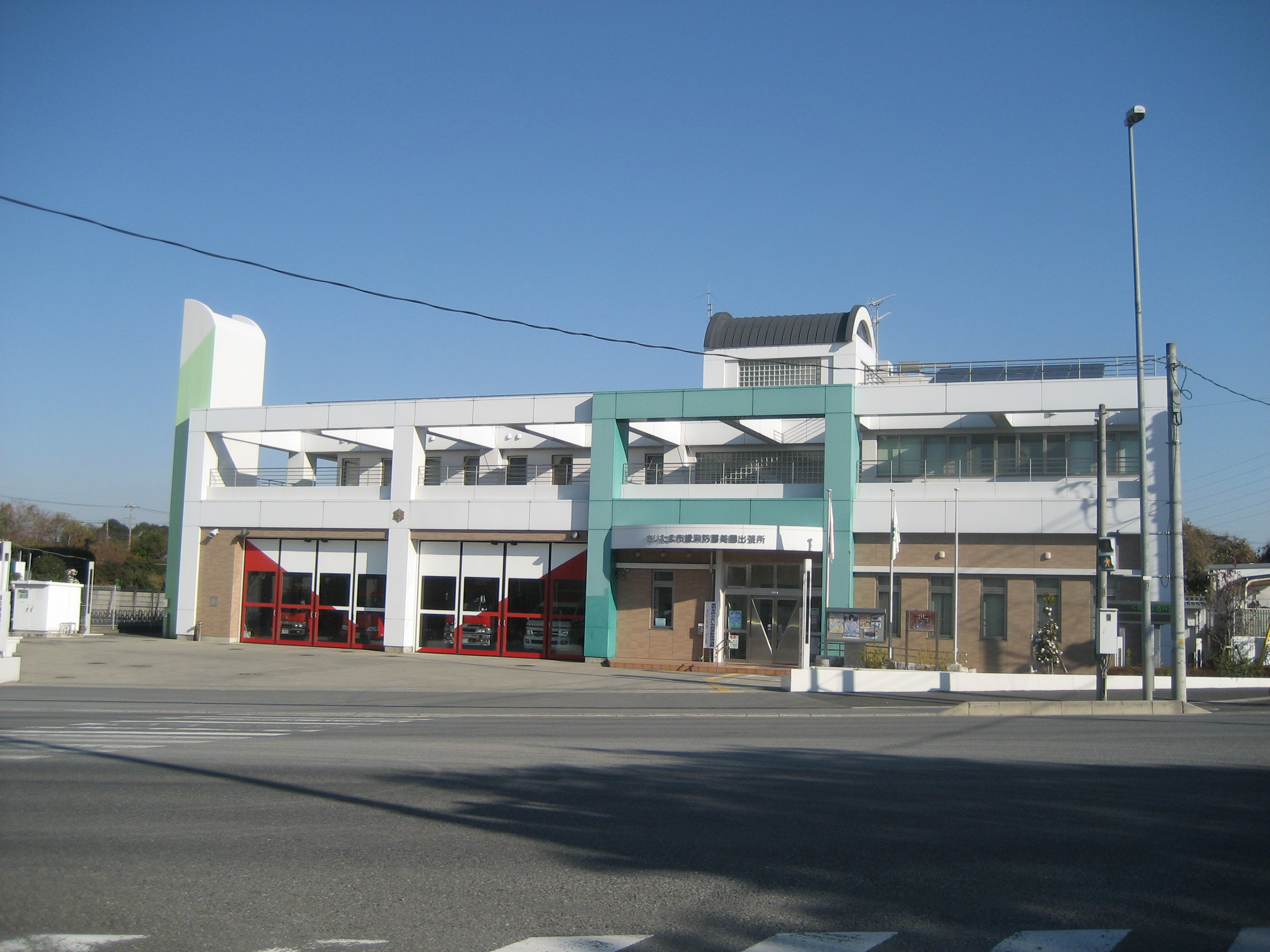
美園出張所

  - 美園出張所 - 緑区大字玄蕃新田597番地1

## 設置部隊
- 指揮隊
- ポンプ隊
- 救急隊
- はしご隊
- 特別救助隊

## 配備車両
- 消防ポンプ車 - 2台
- 水槽付きポンプ車 - 2台
- はしご車 - 1台
- 救助工作車 - 1台
- 資機材搬送車 - 1台
- 指揮車 - 1台
- 高規格救急車 - 2台